# Mallotus philippensis
Mallotus philippensis är en törelväxtart som först beskrevs av Jean-Baptiste de Lamarck, och fick sitt nu gällande namn av Johannes Müller Argoviensis. Mallotus philippensis ingår i släktet Mallotus och familjen törelväxter. Inga underarter finns listade i Catalogue of Life.

## Bildgalleri

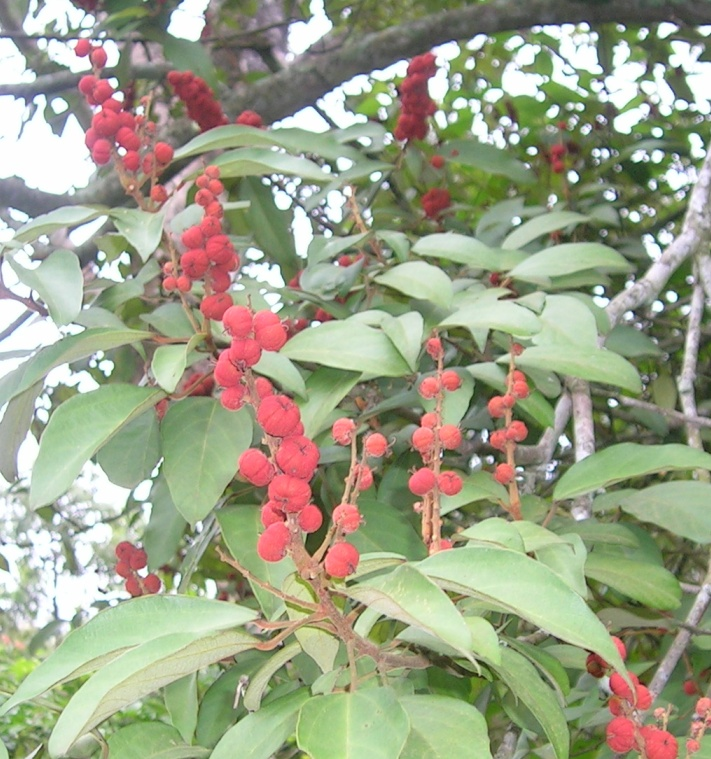
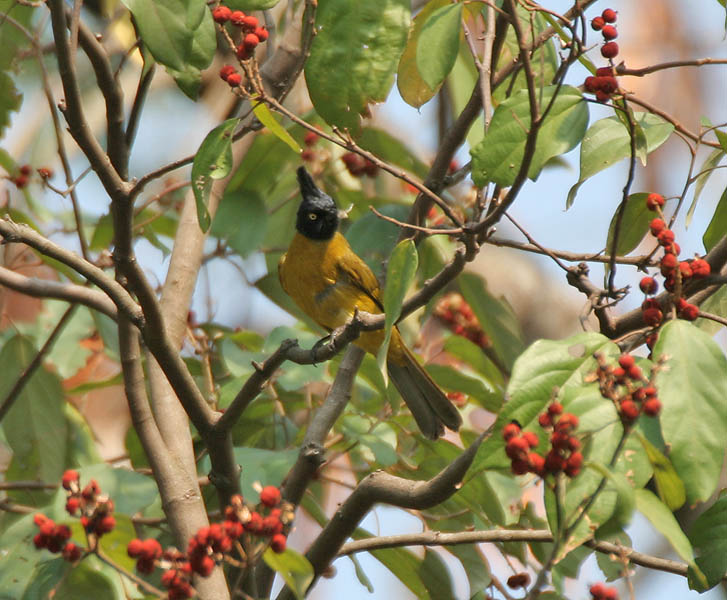
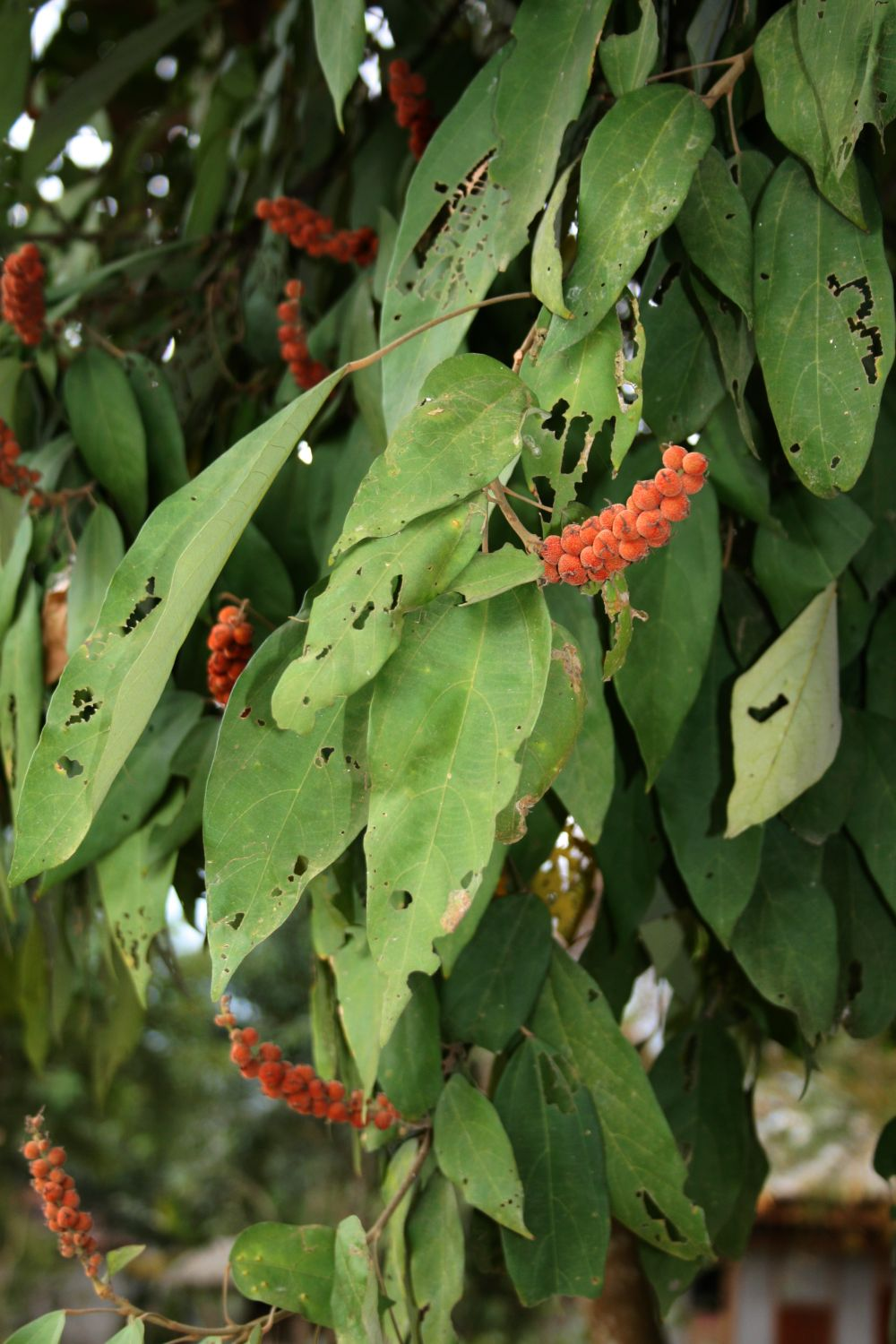
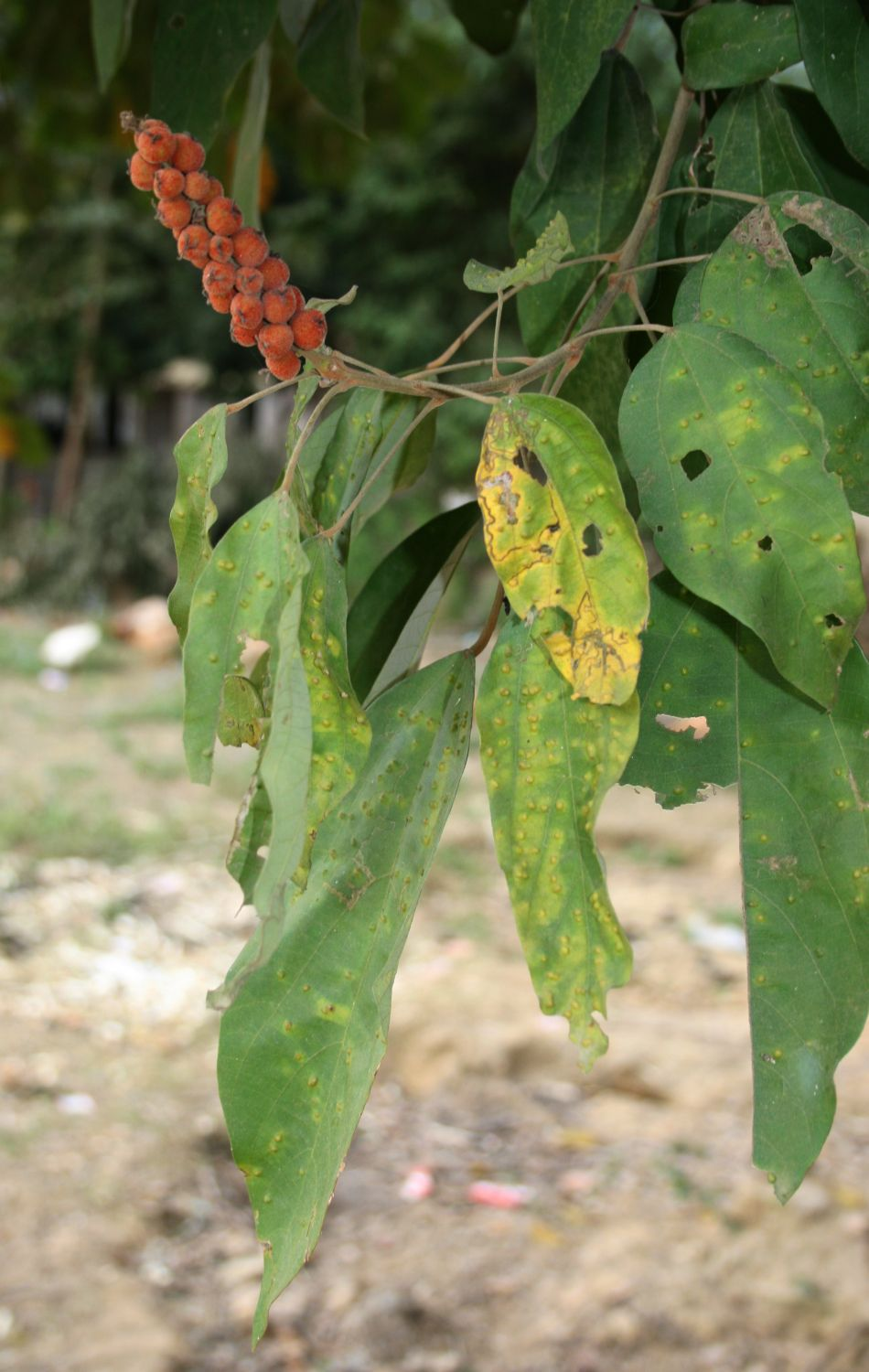
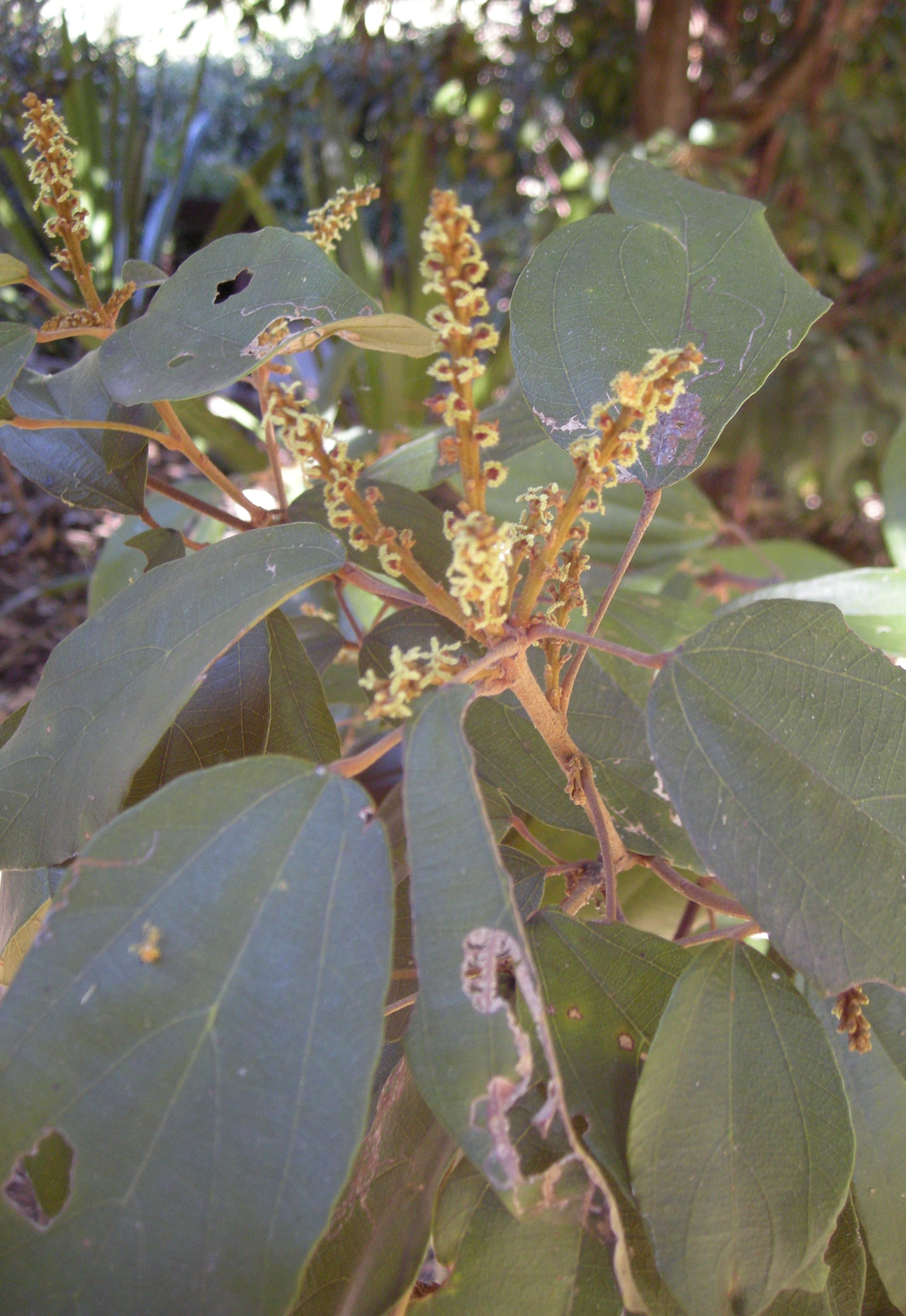
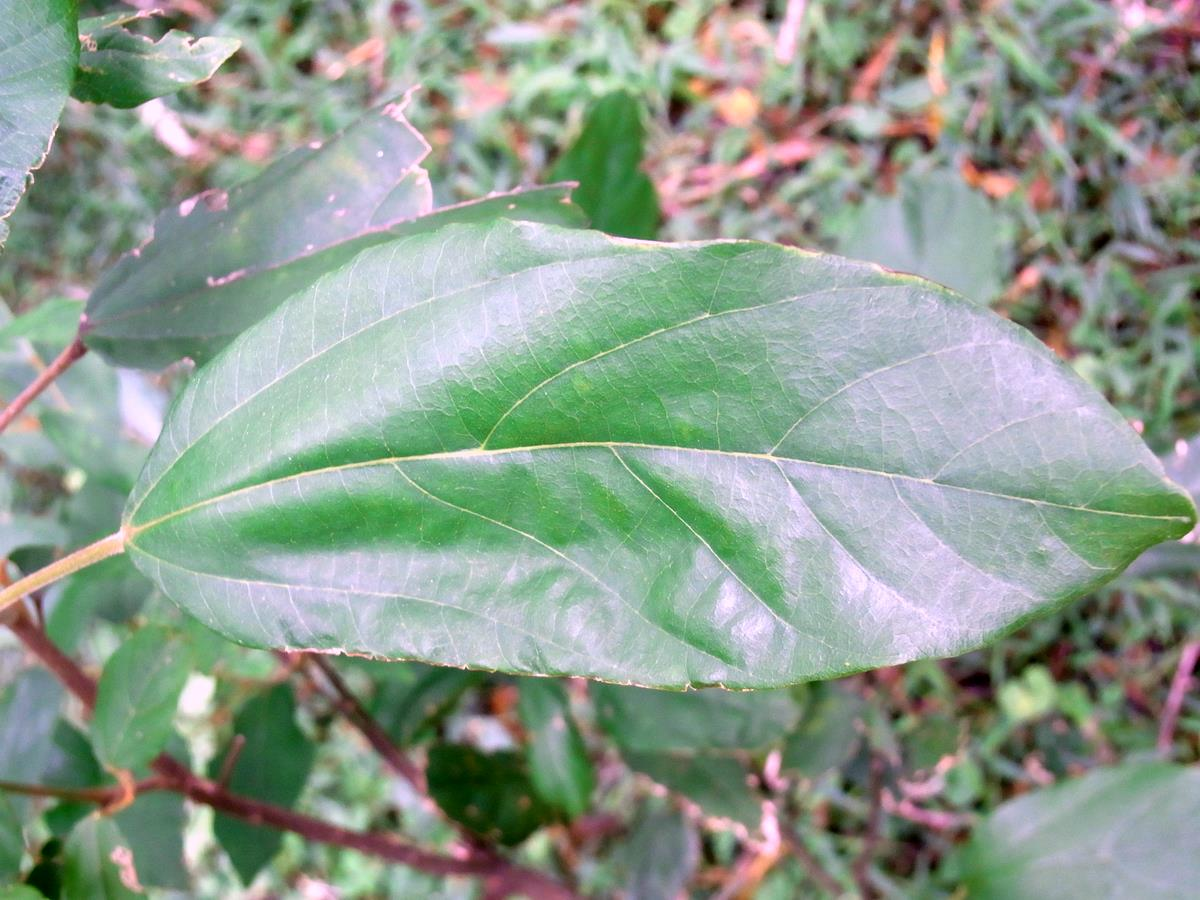